# Xeromelissa xanthorhina
Xeromelissa xanthorhina là một loài Hymenoptera trong họ Colletidae. Loài này được Toro mô tả khoa học năm 1997.